# Ali Baba (król Makurii)
Ali Baba (IX w.) –  król Makurii w Nubii panujący od około 854 do około 860 roku.
Był następcą Zachariasza III. Za jego panowania zawarto pokój pomiędzy Makurią a Egiptem. Jego następcą był Jerzy I (ok. (860-920).  